# Южевка
Ю́жевка — деревня в Задонском районе Липецкой области России. Входит в состав Камышевского сельсовета.

## География
Деревня расположена в южной части Липецкой области, в восточной части Задонского района, в пределах Среднерусской возвышенности, к северу от реки Репец и автодороги 42К-233.
Имеет одну улицу: Зелёная.
В окрестностях деревни находится «Источник 12-ти апостолов», приток р. Репец. 

## Население
| 2010 |
| ---- |
| 0    |

## Инфраструктура
Личное подсобное хозяйство.

## Транспорт
Деревня доступна автотранспортом.